# Juan José Palacios
Juan José Palacios Orihuela, conocido como Tele (El Puerto de Santa María, Cádiz, 17 de noviembre de 1944 - Alcorcón, Madrid, 9 de julio de 2002) fue un músico y productor discográfico español. Baterista del grupo de rock Triana.

## Biografía
Nace en 1944 en El Puerto de Santa María (Cádiz). 
El apodo de Tele le viene de su abuelo, que era jefe de Correos y Telégrafos de dicha localidad y antiguamente los jefes de correos vivían en el mismo edificio de las oficinas (donde nació); al nacer un niño, las telegrafistas decían ha llegado otro telegrama.
A los 16 años tocó la guitarra en Los Jerrys con los que solo duró un par de actuaciones, y después pasó por Los Players, Los Bombines y Los Sombras, para desembocar en Los Soñadores, Gong y Gazpacho, siendo a la salida de este grupo cuando con Eduardo Rodríguez Rodway y Jesús de la Rosa Luque hace realidad la original y natural idea que es el grupo Triana. De los componentes de Triana era el que tenía más experiencia en otros grupos.
En homenaje a Jesús de la Rosa, lanzó al mercado un disco inédito llamado Tengo que marchar, con canciones de Triana grabadas con un casete, antes del lanzamiento de su primer álbum, El patio
En 1994 Tele refundó Triana bajo su sello discográfico J.J. Rock. En esta ocasión no ocultó los motivos económicos. Lanzó dos discos, El jardín eléctrico en 1997 y En libertad en 1998. 
El 9 de julio de 2002, a los 57 años de edad, sufrió un infarto de miocardio pocas horas después de un concierto en Lora de Estepa (Sevilla) y falleció. Fue enterrado en el camposanto de Villaviciosa de Odón, donde también reposa su compañero Jesús de la Rosa.

## Homenaje
El compositor y cantante español Jose Riaza escribe "A Tele", una balada homenaje a Juan José Palacios "Tele", batería del mítico grupo de rock progresivo Triana (banda). Dicho canción está incluida en “Tributos de amor & saña” (2006), primer álbum de la agrupación mexico-española Tragicomi-K. 

## Discografía
Con el grupo Triana:
- El patio (1975).
- Hijos del agobio (1977).
- Sombra y luz (1979).
- Un encuentro (1980).
- Un mal sueño (1981).
- Llegó el día (1983).

Con el nuevo Triana:
- El jardín eléctrico (1997).
- En libertad (1998).